# 島田修三
島田 修三（しまだ しゅうぞう、1950年8月18日 - ）は、日本の歌人、日本古典文学研究者。愛知淑徳大学学長。

## 人物・来歴
神奈川県横浜市生まれ。歌誌「まひる野」運営委員。1975年横浜市立大学文理学部日本文学専攻卒業、「まひる野」に入会。1982年早稲田大学大学院博士課程中退。専攻は万葉集。在学中に武川忠一が顧問を務める「短歌研究会」に所属し、内藤明、小島ゆかり、米川千嘉子らと活動した。
愛知淑徳大学文化創造学部教授、副学長を経て、2011年より学長。学生時代に吉野秀雄『寒蝉集』の影響を受け、窪田章一郎に師事。中日新聞歌壇選者。古典の教養を背景としながら、現代の消費社会を露悪的・批評的に表現する過激な歌風が特徴。「まひる野」では若手の多いマチエール欄の選歌を担当。ゼミ出身者には後藤由紀恵、富田睦子、飛鳥井千砂（小説家）などがいる。

## 受賞歴
- 1993年、名古屋市芸術奨励賞
- 2002年、『シジフオスの朝』で第7回寺山修司短歌賞
- 2008年、『東洋の秋』で第6回前川佐美雄賞
- 2009年、『東洋の秋』で第9回山本健吉文学賞短歌部門
- 2010年、『蓬歳断想録』で第15回若山牧水賞
- 2011年、『蓬歳断想録』で第45回迢空賞、第1回中日短歌大賞
- 2020年、「いいなあ長嶋」で第56回短歌研究賞
- 2020年、地域文化功労者[4]
- 2021年、『秋隣小曲集』で第13回小野市詩歌文学賞
- 2021年、中日文化賞[5]

## 著書
- 『晴朗悲歌集』砂子屋書房 1991年
- 『離騒放吟集』砂子屋書房 1993年
- 『東海憑曲集』ながらみ書房 1995年
- 『風呂で読む近代の名歌』世界思想社 1995年
- 『古代和歌生成史論』砂子屋書房 1997年
- 『短歌入門 基礎から歌集出版までの五つのステージ』池田書店 1998年
- 『島田修三歌集』砂子屋書房〈現代短歌文庫〉 2000年
- 『シジフオスの朝 歌集』砂子屋書房 2001年
- 『「おんな歌」論序説』ながらみ書房 2006年
- 『東洋の秋 歌集』ながらみ書房 2007年
- 『蓬歳断想録』短歌研究社 2010年
- 『帰去来の声』砂子屋書房〈現代三十六歌仙〉 2013年
- 『古歌そぞろ歩き』本阿弥書店 2017年
- 『露台亭夜曲』KADOKAWA 2020年
- 『秋隣小曲集』砂子屋書房 2020年